# Grammitis leptopoda
Grammitis leptopoda là một loài dương xỉ trong họ Polypodiaceae. Loài này được C.H. Wright Copel. mô tả khoa học đầu tiên năm 1952.